# Legio II Flavia Virtutis

Insigne peint sur les boucliers de la Legio II Flavia Virtutis selon la Notitia Dignitatum

La Legio II Flavia Virtutis (Deuxième vaillante légion flavienne) fut une légion de l’armée romaine fondée vraisemblablement par Constance Chlore, Constantin Ier ou Constance II.  D’après Ammien Marcellin, elle était stationnée à Bezabde avec la légion II Armenica et II Parthica lorsque Shapour II conquit la ville. Elle existait encore au Ve siècle.

## Histoire de la légion

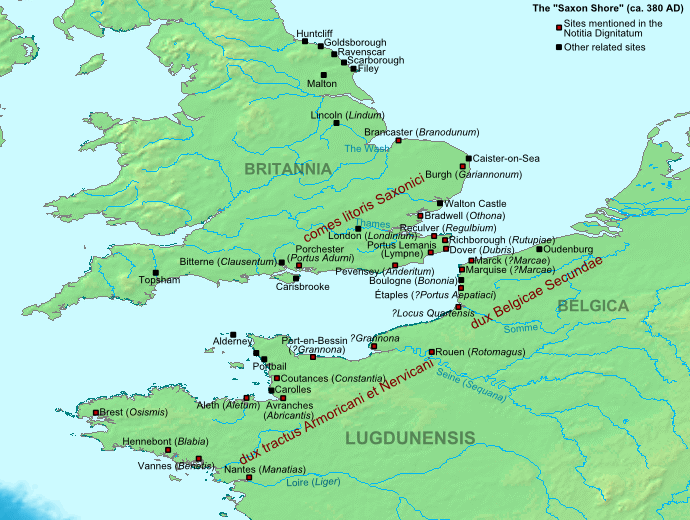
Le Tractus Armoricanus et Nervicanus et le reste du litus Saxonicum.

Les origines de cette légion font l’objet de discussions entre spécialistes. La thèse la plus vraisemblable est que la Legio II Flavia Virtutis fut levée, en même temps que ses légions sœurs Legio I Flavia Pacis et Legio III Flavia Salutis, par Constance Chlore (césar 293, empereur 305, décès 306) après sa victoire sur l’usurpateur Carausius, général romain commandant la flotte de Gesoriacum (Boulogne) lequel, allié aux Francs, avait fait sécession et contrôlait la Bretagne (aujourd'hui Grande-Bretagne) et le nord de la Gaule, ainsi que sur le successeur de celui-ci Allectus. Elle aurait alors eu comme rôle, sous les ordres du Dux Tractus Armoricanus et Nervicanus (gouverneur de la division armoricaine et nervienne), de protéger la côte atlantique  à titre de limitanei (gardes-frontières) contre les pirates. Suivant une autre théorie, la légion aurait été constituée  par Constantin Ier en changeant le nom de l’une des légions accompagnant chaque tétrarque. Une dernière possibilité serait une création plus tardive encore sous Constance II (r. 337-361),.
Constantin Ier (r. 306-337) réorganisa l’armée romaine en créant une imposante armée de campagne (comitatus) constituée par les vétérans et les meilleurs des fantassins et auxiliaires des troupes romaines (comitatenses) dont les privilèges (prestige et paie) étaient supérieurs à ceux des armées qui gardaient les frontières (limitanei). À cette fin, il détacha certaines unités de la légion qu’il incorpora à son armée de campagne. Il est possible que ce soit le moment où ces légions aient hérité des surnoms Pacis, Virtutis et Salutis. La légion elle-même fut stationnée sur le Rhin dans le cadre des campagnes de Constantin Ier contre les Germains et les Sarmates.
Vers 360, les légions II Parthica, II Armeniaca et une « Legio II Flavia » qui pourrait être la Legio II Flavia Virtutis, défendirent sans succès la ville de Bezabde-sur-le-Tigre (aujourd’hui Cizre en Turquie) contre les Perses. Lorsque les brèches dans les imposantes fortifications de la ville devinrent trop importantes pour être défendues, les défenseurs furent ou bien tués dans des combats de rue ou amenés prisonniers.
En 373, Théodose l’Ancien, le père du futur empereur Théodose Ier (r. 379-395) transféra ces légions en Afrique du Nord afin d’y combattre le prince maure Firmus, usurpateur. Le conflit faisait surtout rage dans les régions de Mauretania Caesariensis et de Mauretania Sitifensis.  Les légions I Flavia et II Flavia furent stationnées pendant un certain temps après la victoire à Césarée de Maurétanie (actuelle Cherchell en Algérie)  pour y « nettoyer » la région. Diverses inscriptions témoignent de son passage à Thelepte (Feriana en Tunisie).
Selon la Notitia Dignitatum, recension rédigée vers 400, sur le plan militaire la Secunda Flavia Virtutis figurait au début du Ve siècle à titre de comitatenses du Magister peditum (maitre de l’infanterie).  Sur le plan géographique, ces Secundani relevaient du Comes Africae (comte d’Afrique). Il est vraisemblable que la Legio II Flavia Virtutis ait été à l’origine de la Secunda Flavia, détachement stationné dans la civitas Vangionum (près de Worms en Allemagne) où elle était sous les ordres d’un praefectus militum (préfet des militaires) venant lui-même sous le dux Mogontiacensis. Il faut se souvenir toutefois que la Notitia Dignitatum doit être consultée avec prudence, car diverses mises à jour, surtout en ce qui concerne l’armée de l’empire d’Occident, ont été faites de façon partielle et conduisent à des incohérences.